# Arthur Selwyn Garbett
Arthur Selwyn Garbett (Walsall, Anglaterra, 1 de març de 1883 - Santa Clara, Califòrnia, 25 d'octubre de 1955) fou un compositor i crític musical anglès. Garbett va néixer el més jove dels dotze germans i va emigrar als Estats Units el 1907, va estudiar violí amb Ricard Zeckwer i Frederic Hann. El 1920, ell i la seva dona -que patia de tuberculosi- cercant un clima més suau es traslladaren a Califòrnia. Però més tard ell agafà la malaltia de l'escarlatina que el deixà sord, posant fi a la seva carrera com a músic. Va compondre melodies vocals i obres per a piano i violí, Musical Celebrities; Distinguished Musicians; Eminent Musicians, i nombrosos articles publicats en la revista Etude, de la qual fou redactor en cap.